# Bernard Schutz
Bernard F. Schutz (Paterson, 11 agosto 1946) è un fisico statunitense.

## Biografia
Si occupa soprattutto di ricerche sulla rivelazione di onde gravitazionali, previste dalla teoria della relatività generale di Albert Einstein. 
È uno dei direttori del Max Planck Institute for Gravitational Physics di Potsdam in Germania. Dirige il gruppo che analizza i dati raccolti dal progetto GEO600, un rivelatore di onde gravitazionali tedesco. I risultati vengono poi confrontati con quelli di altri rivelatori di onde gravitazionali nell'ambito della "LIGO Scientific Collaboration", che fa capo al progetto statunitense LIGO. 
Schutz fa parte del gruppo di studio dell'ESA, l'agenzia spaziale europea, per la progettazione e costruzione della sonda spaziale LISA (Laser Interferometer Space Antenna), il cui lancio è previsto nel 2017. 
È stato tra i fondatori della rivista online ad accesso libero Living Reviews in Relativity.

## Pubblicazioni
- Schutz, B. F., Geometrical methods of mathematical physics, Cambridge University Press, 1980 – ISBN 0-521-29887-3
- Schutz, B. F., A first course in general relativity, Cambridge University Press, 1985 – ISBN 0-521-27703-5
- Schutz, B. F., Gravity from the ground up, Cambridge University Press, 2003 – ISBN 0-521-45506-5
- Schutz, B. F., A first course in general relativity (2 ed.), Cambridge University Press, 2009 – ISBN 0-521-88705-4